# João Vaccari Neto
João Vaccari Neto (São Paulo, 30 de outubro de 1958) é um bancário e sindicalista brasileiro, ex-tesoureiro do Partido dos Trabalhadores (PT) e ex-presidente do Bancoop. Preso em 2015 no âmbito da Operação Lava Jato, condenado em diversos processos na operação, absolvido em um deles, cumpriu pena de prisão até 2019, ao ser beneficiado pelo indulto natalino de Michel Temer.

## Biografia
Vaccari foi secretário de Finanças e Planejamento do Partido dos Trabalhadores (PT) e foi presidente da Bancoop (Cooperativa Habitacional dos Bancários de São Paulo), cooperativa conhecida pelo Caso Bancoop.
Em 2002 foi eleito 2º suplente de senador por São Paulo, na chapa encabeçada por Aloizio Mercadante.
Foi membro do Conselho de Administração da Itaipu Binacional. Foi exonerado em janeiro de 2015 do cargo por Dilma Rousseff.
Em 22 de junho de 2015 foi condenado pela justiça em primeira instância, com pena de 15 anos e 4 meses de reclusão pelos crimes de corrupção passiva, lavagem de dinheiro e associação criminosa, na Operação Lava Jato. Em 15 de setembro de 2016, Vaccari voltou a ser condenado em primeira instância, novamente na Lava Jato, em outra fase da operação, a 6 anos e 8 meses pelo crime de corrupção passiva.

## Caso Bancoop
Em outubro de 2010 o Ministério Público de São Paulo (MP-SP)  apresentou denúncia contra Vaccari, que se tornou réu nas investigação da Cooperativa dos bancários, Bancoop, destinada a construir unidades habitacionais. Entre os crimes atribuídos a Vaccari estavam os de formação de quadrilha, estelionato e tentativa de estelionato, falsidade ideológica e crime de lavagem de dinheiro por  desvios de recursos no total aproximado de 70 milhões de reais e prejuízo de aproximadamente cem milhões de reais a cooperados que não receberam suas unidades habitacionais. Em novembro de 2016 foi absolvido pela 5ª Vara Criminal de São Paulo, que considerou a acusação feita pelo Ministério Público de São Paulo não conseguiu comprovar as acusações contra Vaccari, nem que ele tenha tido participação nos desvios de dinheiro ou tenha prestado contas fraudulentas. A absolvição foi confirmada em fevereiro de 2019 por decisão unânime da 16ª Câmara Criminal do Tribunal de Justiça de São Paulo.

## Caso Petrobras
Foi preso pela Polícia Federal (PF) no dia 15 de abril de 2015 na 12ª fase da Operação Lava Jato.  Ficou preso no Complexo Médico Penal, situado em Pinhais, Região Metropolitana de Curitiba, até setembro de 2019, onde passou a responder em regime semiaberto com uso de tornozeleira eletrônica.
Em abril de 2016, foi denunciado pelo Ministério Público Federal (MPF), na ação penal relacionado à Operação Pixuleco.
Em 4 de agosto de 2016, se tornou réu de um processo da Operação Custo Brasil, um desdobramento da Lava Jato. É acusado de montar um esquema que teria desviado cem milhões de reais de empréstimos consignados de servidores públicos federais.
Em 2 de maio de 2017, voltou a ser denunciado pelo MPF.
Em março de 2017, se tornou réu pela quinta vez, desta vez, em um esquema de corrupção na Sete Brasil e responderá por corrupção passiva.
Em setembro de 2017, foi denunciado pela Procuradoria-Geral da República, pelo procurador-geral Rodrigo Janot por organização criminosa.

### CPI da Petrobras
Convocado pela comissão à CPI da Petrobras, Vaccari afirmou em 9 de abril de 2015 em audiência  que as doações de campanhas oficiais feitas por empresas investigadas pela Operação Lava Jato na campanha eleitoral de 2010 não representam peso excessivo no total arrecadado. Também admitiu ter frequentado o escritório do doleiro Alberto Youssef.
Ao ser indagado por questionamentos, Vaccari afirmou que poderia se calar, devido à decisão do Supremo Tribunal Federal, mas que tem respondido a todas as perguntas. "Respondo porque tenho dito que estou à disposição das autoridades nas investigações".

### Condenações
No dia 21 de setembro de 2015, foi condenado pela justiça em primeira instância, com pena de 15 anos e 4 meses de reclusão pelos crimes de corrupção passiva, lavagem de dinheiro e associação criminosa. De acordo com a denúncia, a pedido de Renato Duque, foram feitas 24 doações ao PT entre outubro de 2008 e abril de 2010, totalizando 4,26 milhões de reais. Esses valores teriam sido recolhidos por João Vaccari Neto.
No dia 15 de setembro de 2016, foi condenado a 6 anos e 8 meses pelo crime de corrupção passiva pela participação do esquema do empréstimo fraudulento do Banco Schahin ao Partido dos Trabalhadores.
Em 19 de fevereiro de 2020, foi condenado a 7 anos, 6 meses e 20 dias de prisão por corrupção, em regime semiaberto, mais 188 dias-multa em processo da Lava Jato que investiga propinas em contratos de navios-sondas com a Petrobras.

#### Indulto
Em 29 de agosto de 2019, obteve indulto natalino concedido pela Justiça do Paraná. A decisão é do juiz Ronaldo Sansone Guerra, da 1ª Vara de Execuções Penais de Curitiba. A concessão do benefício se deu em um processo no qual foi condenado por corrupção passiva, em segunda instância, a 24 anos de prisão. A concessão foi com base no indulto natalino editado pelo então presidente Michel Temer, em dezembro de 2017.

### Absolvição
No dia 27 de junho de 2017 o Tribunal Regional Federal da 4.ª Região (TRF-4) reformou uma sentença do juiz federal Sérgio Moro e absolveu João Vaccari Neto, da condenação de 15 anos e 4 meses de prisão.